# Adriana Chechik
Adriana Chechik, vlastním jménem Dezarae Kristiana Charles, (* 4. listopadu 1991 Downingtown, Pensylvánie) je americká Twitch streamerka a bývalá pornoherečka. Roku 2022 se z pornoprůmyslu přesunula ke streamingu hraní videoher na Twitchi. V říjnu 2022 si zlomila záda poté, co skočila do nedopatřením nemělké pěnové jámy na každoroční twitchovské konferenci TwitchCon.

## Kariéra v sexuálním (pornografickém) průmyslu
Před vstupem do pornoprůmyslu Chechik pracovala jako tanečnice v Scarlett's Cabaret ve floridském Hallandale Beach. V květnu 2013 podepsala nevýhradní smlouvu na jeden rok se společností Erotique Entertainment. Svou první scénu gang bangu i dvojitého análního sexu Chechik předvedla ve filmu This Is My First… A Gangbang Movie společnosti Digital Sin vydaném 7. listopadu 2013. Roku 2014 pak předvedla i svou první scénu trojitého análního sexu ve filmu Gangbang Me.
Dne 5. září 2014 spustila své vlastní oficiální webové stránky adrianachechik.com.
Dne 12. srpna 2014 se Chechik poprvé objevila v The Howard Stern Show moderované Howardem Sternem. V září téhož roku se objevila na stránce „Sexy/Skanky“ časopisu Cosmopolitan. V roce 2019 hrála v dílu softcoreové pornografické série LadyKiller TV parodující hororovou sérii Noční můra v Elm Street.
Článek webu Jezebel o ženské ejakulaci z roku 2019 řekl, že název jejího filmu Adriana Chechik is the Squirt Queen (v překladu „Adriana Chechik je Královna ženské ejakulace“) není jen název, ale „obecně přijímaný fakt v pornoprůmyslu“, přičemž jako zdůvodnění uvedl úspěch pramenící z jejích dovedností v tomto žánru. Roku 2022 ji časopis Indy100 označil za „jedno z nejslavnějších jmen v pornu“.
Maitland Ward ve své knize Rated X: How Porn Liberated Me from Hollywood z roku 2022 podrobně popsala, že Chechik byla mezi těmi, kteří jí pomohli se připravit na její první scénu análního sexu v dílu série Muse z roku 2020. V této scéně spolu dokonce Ward a Chechik hrály společně, přičemž to oběma přineslo zisk několika ocenění v oboru. Chechik později řekla, že její práce v pornoprůmyslu vedla k různým zraněním srovnatelným s těmi, která sama utrpěla během své sportovní kariéry, což ji následně vedlo ke zvážení dalších možností kariéry.

## Streamovací kariéra a zranění na TwitchConu
Od roku 2022 se Chechik převážně přesunula od pornografie ke streamování na Twitchi. V srpnu 2022 se jí Twitch omluvil za ban, který na ni uvalil kvůli její předchozí kariéře a jejího odvážného oblečení během streamování, krátce před akcí Fortnitu. Chechik prozradila, že za účelem získání jeho pozornosti, darovala tisíce dolarů taktéž streamerovi Dr Disrespectovi, jehož je fanynkou.
V říjnu 2022 se Chechik zúčastnila TwitchConu. Na této akci se 10. října zúčastnila interaktivní výstavy pořádané Lenovo Legion a Intel zahrnující souboje účastníků v aréně a přistání v jámě z pěnových kostek. Aréna však nebyla řádně vycpána, a tak způsobovala přistání lidí na beton, což vedlo k různým zraněním. Chechik oznámila, že si po přistání zlomila záda a musela podstoupit operaci zlomeniny pomocí tyčového implantátu. Twitch o této události veřejně mlčel a neuznal její zranění. Událost také vzbudila pozornost na Internetu, včetně negativních komentářů namířených proti Chechik, což vyvolalo reakce prohlašující, že její pornografická kariéra by neměla být používána k ospravedlnění neúcty při oznámení jejího zranění. Dne 29. října bylo oznámeno, že v době, kdy byla Chechik převezena do nemocnice byla těhotná, a že kvůli jejím zraněním muselo být těhotenství přerušeno. Ve streamu na Twitchi vysílaném po nehodě 7. listopadu Chechik mluvila o svém stavu a vyhlídkách na uzdravení. V prosinci téhož roku oznámila, že po jejím zranění „internetoví trollové“ zahájili řadu swatting incidentů na její dům, a to v takové míře, že musely zakročit místní orgány činné v trestním řízení.
V lednu 2023 Chechik kritizovala Twitch streamera Adina Rosse poté, co Ross navrhl zakázat streamování ve vířivkách na Twitchi, přičemž Chechik popsala Rosse jako „muže, který se snaží pronásledovat sexuální pracovnice pro zvýšení své sledovanosti“ a „jednoho z nejvíce neuctivých lidí, které jsem kdy poznala“. Chechik také reagovala na kritiku své kariéry jako pornoherečky zveřejněním obrázku jedenácti cen, které získala v pornoprůmyslu. V dubnu 2023 Chechik zápasila proti Twitch streamerce a OnlyFans modelce Amouranth, načež Chechik kritizovala Amouranthinu osobnost a Amouranth následně reagovala vyzváním Chechik na boxerský zápas. V červenci 2023 webstránka TMZ oznámila, že Chechik spolupracuje se společností Forever Voices AI na vývoji „Adriana Chechik AI Companion“, která by předplatitelům poskytla konverzace s Chechik simulované AI pomocí jejího hlasu.
V listopadu 2023 Chechik napsala, že i když se ze zranění již postupně zotavuje, stále trpí bolestmi.